# Nhóm đất đỏ vàng

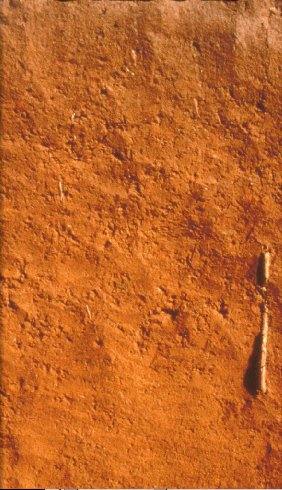
Phẫu diện đất đỏ vàng

Nhóm đất đỏ vàng hay còn gọi là nhóm đất Feralit  nó được gọi tên là Ferralsols, là nhóm đất có màu đỏ hoặc lẫn đỏ, thường xuất hiện dưới tán rừng mưa nhiệt đới. Thường có tích tụ các oxide của sắt và nhôm [Fe và Al]  . chiếm 65% diện tích đất tự nhiên. Đất có tính chất: chua, nghèo mùn, thường bị khô hạn, ít chất dinh dưỡng. Dễ bị rửa trôi, xói mòn, thoái hoá.
-  Phân bố chủ yếu : Nam Mĩ, châu Phi và Khu vực Đông Nam Á.

## Các đơn vị của đất
- Đất nâu đỏ và nâu vàng trên đá mác ma base và trung tính: tên quốc tế của nó là Rhodic Ferralsols. Đất có màu nâu đỏ hoặc đỏ, xốp hoặc rất xốp. Độ xốp biến động từ 60 – 65%. Đất có phản ứng chua, với độ bão hoà base thấp (< 50%). Tầng A của đất có hàm lượng mùn từ 4 đến 8%).[1]
- Đất đỏ vàng trên đá sét và đá biến chất.
- Đất vàng đỏ trên đá mác ma chua.
- Đất vàng nhạt trên đá cát
- Đất nâu vàng trên phù sa cổ
- Đất xám (bao gồm cả đất xám bạc màu)
- Đất đỏ nâu trên đá vôi
- Đất đỏ vàng biến đổi do trồng lúa nước

## Sử dụng
Nhóm đất đỏ vàng có thể được sử dụng để trồng một số cây công nghiệp: Cao su, ca cao, cà phê, điều,... Ngoài ra cũng có thể canh tác cây lương thực: lúa, ngô, sắn mì,... có giá trị với việc trồng rừng và cây công nghiệp
Đất feralit có đặc tính là lớp vỏ phong hóa dày, đất thoáng khí, thoát nước, nghèo các chất badơ, nhiều oxide sắt, nhôm; đất chua, dễ bị thoái hóa.
Loại đất này thích hợp để trồng rừng, cây công nghiệp lâu năm, cây ăn quả và đồng cỏ cho chăn nuôi, nhưng không thích hợp để trồng lúa và các cây ngắn ngày. Trong quá trình trồng trọt cần phải cải tạo đất, giảm độ chua, hạn hán, xói mòn, rửa trôi đất.